# 1384
Năm 1384 là một năm trong lịch Julius.